# 卡尼斯蒂奧 (紐約州)
卡尼斯蒂奧（英語：Canisteo）是一個位於美國紐約州斯托本縣的鎮。

## 人口
根據2020年美國人口普查的數據，卡尼斯蒂奧的面積為140.79平方千米，當中陸地面積為140.77平方千米，而水域面積為0.02平方千米。當地共有人口3294人，而人口密度為每平方千米23人。